# ادبیات عرب در سده دهم
ابن حزم که کتاب الفصل را در زمینه تاریخ ادیان و شعبه‌ها و فرق مختلف ادیان و مذاهب (۱۰۶۴) تألیف کرده معتقد است دین اسلام از اعتقادات و آراء ادیان و مذاهب گوناگون مگر تصوف هیچگونه تأثیری را نپذیرفت. تصوف بر فکر و زهد عربی با برخی از بقایای اعتقادات و تعالیم و جنبش‌های دینی قدیمی در منطقه سوریه استوار گردید و رسالات علمی خالص در تصوف را از جمله منصور حلاج، ذوالنون و دیگری آثاری تألیف کردند؛ و شعر صوفیانه در طی چند تألیف ظهور کرد.
انتشار تألیفات علمی سبب تطور نثر گشت تا جایی که قادر به بیان و معانی دقیق در فلسفه شد اما آن تطور و توانائی در همه زمینه‌ها و آثار دانشمندان نفوذ نکرد. تأثیر یونان علوم، فلسفه با اینکه زیاد بود اما بسیاری از نویسندگان از تأثیر بر کنار ماندند و تأثیر کمی در نثر جید و افکار فلسفی و در آنچه در آثار ادبی سرخی (۸۸۹) توحیدی (۱۰۲۳) ابن مسکویه (۱۰۳۰) پدیدآوردند، کرد؛ ولیکن جنبش‌های فکر عمومی، پس از ابن قتیبه که ادبیات فنی شامل مجموعه‌هایی از موضوعات مختلف و متعدد تألیف می‌شد. آثار ابن‌المعتز (۹۰۸) ابن ابی‌الدنیا (۸۹۴) ابن عیدریه (۹۴۰) صولی (۹۴۶) و مهم‌ترین همه آن‌ها ابوالفرج اصفهانی (۹۶۷) صاحب کتاب اغانی همچنین مجموعه‌های تنوخی (۹۹۴) و ثعالبی (۱۰۳۸) اهمیت بسیار داشت ادیبان صرفاً به موضوعات خالص ادبی پرداختند کتاب‌های المجالس، آمالی از نمونه‌های جالب این شیوه به‌شمار می‌رود. از مشهورترین نویسندگان آمالی، ابوالعباس مبرد، ثعلب، ابن درید، قالی بودند در این احوال فن بلاغت پدید آمد اما جاحظ، ابن‌معتز تحولی در نظم فکر انتقادی و در کامل ساختن موضوعات ادبی پدیدآوردند. در فن خطابه جاحظ تکامل و تحولی ایجاد کرد. ابن معتز در علم بدیع تحولی به وجود آورد و انواع صنایع بدیع را به لفظی و معنوی برای اولین بار مشخص کرد. ندامه ابن جعفر (۱۲۲) برخی صنایع لفظی و معنوی را وارد شعر کرد. ابوهلال عسکری (۱۰۰۵) در شعر و نثر از لحاظ بنا و اسلوب، بلاغت و از لحاظ صنایع بدیعی در کتاب صناعتین مورد بحث و تحقیق قرار داد و نزد ابوهلال و قبل از وی فکر طغیان لفظ بر معنی قوت یافت تا اینکه عبدالقاهر جرجانی (۱۰۸۷) ظهور کرد و مقام معنی را بر لفظ رجحان داد و در دو کتابش الاعجاز و المعانی مباحث جالبی عنوان و طرح کرد.
استفاده از صنایع لفظی بدیعی، مورد توجه ادیبان قرار گرفت از جمله در استعمال سجع به شیوه دقیق به ترقیاتی رسیدند. این معتز اولین کسی به‌شمار می‌رود که برای رواج این نوع از تألیف ادبی که تا قرن هم ادامه داشت کوشید و نویسندگان بعدی تقلید کردند و شیوه نگارش که در دیوان‌های حکومتی رایج گشت از آنوقت بود. همچنان‌که در رسائل این عمید، صاحب ابن عباد (۹۹۵ میلادی) دیده می‌شود. همچنین در مؤلفات مجموعه‌های شعر و تاریخ به شیوه مسجع و مصنوع همان‌طور که در یتیمه‌الدهر ثعالبی و زهرالاداب حصری (۱۰۶۱) می‌بینیم. این سبک مغلق مصنوعو مسجع نگارش، تا روزگار ابوالعلای معری دوام یافت تا اینکه وی در نثر عربی تغییر و تحولی ایجاد و نظم و نثر عرب را از حال جمود و رکود خارج کرد چه میان نثر و نظم واقعی و نثر مصنوع رایج آن زمان اختلاف فراوان وجود داشت. نگارش نثر مسجع تا عهده بدیع‌الزمان همدانی که کتاب مسجع مقامات را پدید آورد دیده می‌شود و از این روش ابن شهید آندلسی در اسپانیا در التوابع و الزوابع دیده می‌شود و در آن مناظره‌ای است میان او و (عبقری) شیاطین شعرای گذشته. هشت سال عبد ابوالعلای معری رساله الغفران را که مناظره‌ای میان شاعری به نام ابن قارح و دیگران در بهشت و در آن از جنت مطالبی به چشم می‌خورد و یک اثر ادبی نسبتاً جالب محسوب می‌گردد؛ ولی این شیوه نگارش زنده ادبی رواج چندانی تا ظهور رساله ابن‌زیدون در هجاءو خودستائی و مفاخره ابن عبدون یا کتاب کمال‌البلاغه قابوس ابن وشمگیر امیر طبرستان تا مقامات بدیع‌الزمان، انتشار و رواج قطعی نیافت مگر پس از اینکه حریری (۱۱۲۲م) فن مقاله‌نویسی را حیاء کرد و آنچه وی در مقامات خویش آورده از آن جلوه گراست و علم و تسلط حریری را در زبان و لغت و ظرایف نکات ادبی و صنایع لفظی و معنوی نشان می‌دهد.
آثار حریری و بدیع‌الزمان همدانی صورت صادق و گویائی از جامعه اسلامی است، انتشار تألیفات تاریخی در این عصر رواج پیدا کرد. محمد جریر طبری (۹۲۳) کتاب مهم و معتبر تاریخ اسلام را تا زمان خویش تألیف کرد و علاوه بر این تفسیر مهم بر قرآن نگاشت، بلاذری (۸۹۲) ازرقی، فقیهی، زبیری و ابن سعد کاتب واقدی، در کتابش به نام انساب الاشراف صورتهای دیگری از تاریخ به واسطه تفکیک و جدا گشتن ادب از تاریخ آغاز شد، مثل تاریخ المدن (بغداد) طیفور (۸۹۳) چه مورخان توجه به موضوعات مهم و عظیم مثل تاریخ عالم می‌کردند.
سفرنامه‌های مسعودی (۹۵۶) و الحیاه المعاصره، اخبار حکام، شرح حال بزرگان و امراء و تاریخ، قسمتی از کار یک نویسندگان مؤثر و تاریخ در سبک و مضامین و نگارش نویسندگان دارای تأثیر بود. روی همین اصل تاریخ به دو سو و جانب گرایش و مطالب و کتب تاریخی دو روش نگارش یافت یک دسته که جنبه علمی دقیق داشت آثاری از قبیل تألیفات: المصبحی، القرطبی، بیرونی، خطیب بغدادی و نوع دیگر که جنبه ادبی داشت و گاه برای تبلیغات مذهبی به کار می‌رفت در آن‌صورت ممکن بود به کمال فصاحت و جلوه به‌وسیله داعیان مذهبی اسلامی رسیده باشد مخصوصاً این نوع کتب تاریخی به وسیله شیعه در کمال بلاغت پدید آمد این گروه برای تأیید و توجیه اعتقادات خویش از اخبار و احادیث سود می‌جستند و یکی از بهترین نمونه‌های این گونه کتاب‌ها نهج‌البلاغه شامل خطبه‌ها و نامه‌های علی‌ابن ابیطالب، کتاب‌ها و نامه‌ها و مکاتبات آل بویه، غزنویان از جمله: امثال الصابی، العتبی که شامل موضوعات و مسائل تاریخی و سیاسی و اجتماعی بوده‌است. سبک نگارش این گونه کتاب‌ها جالب و بیشر مسجع بود چه ملوک خواستار این قبیل آثار بودند. در این احوال شعر برای بیان افکار فلسفی با پیشرفت‌های علمی از سیر تکاملی تقریباً بازماند و ترقیات قابل ملاحظه‌ای شامل آن نگشت از قرن نهم میلادی، اشعاری جالب خلق و ابداعات فراوانی در شعر به ایجاد کردند و آثارشان جنبه کلاسیک به خود گرفت اولین آن‌ها ابوتمام (۸۴۶) بود که سازش میان شعر غنائی و شعر جاهلی را برقرار کرد. عده‌ای دیگر از جمله بحتری نیز در این راه کوشش‌هایی به عمل آورد و عصر طلائی شعر در روزگار عباسیان پدید آمد شاعران تقلید از سبک قدیم را وجهه نظر خویش ساختند و شعر روانی و دلپذیری خاصی یافت. در عراق ابن الرومی (۸۹۶) این تحول را به وجود آورد و در سرودن قصیده از راه تحلیل و بیان عاطفی پرداخت و شیوه یوانی در این سبک نفوذ کرد اما اشعار عامیانه چندن تغییری حاصل نکرد.
ابن‌المعتز (۹۰۸) در احیاء شعر به شیوه قدیم کوشش بسیار کرد و در تجدید حیات شعر سعی فراوان نمود. جزوه‌ای در ۴۵۰ بیت در وصف خلافت پسر عمویش المتعضد سرود. این سبک ساده و زیبا و جالب بود.
از سده دهم فنون و صنایع بدیعی وارد شعر گشت و اساس نظم به‌شمار آمد و برای شاعر ماهر آمیختن ویژگی‌های شعر سوری و عراقی لازم آمد. در شعر به این شیوه کسی به پای متنبی (۹۶۵) نمی‌رسد، گر چه از سبک شعری ابن رومی و ابن معتز بهره جست ولی ازبک سوری نیز آموزش یافت و در منطقه نفوذ سیف‌الدوله بود و قسمت اعظم از حیات شعریش در روزگار سیف‌الدوله گذشت.